# Lilly Lucas
Lilly Lucas (* 1987 als Julia Hanel in Ansbach) ist eine deutsche Romanautorin und Germanistin.

## Leben
Lilly Lucas studierte nach dem Abitur Germanistik, Literaturvermittlung und Kulturwissenschaften in Bamberg und arbeitete zunächst als Redakteurin in Fulda, bevor sie nach Würzburg zog. Ihre literarischen Werke entstanden zunächst als Nebentätigkeit, bevor sie sich hauptberuflich dem Verfassen von Romanen zuwandte.

## Literarisches Werk
Ihre Liebesromane New Promises, New Dreams, New Horizons, New Chances, Find me in Green Valley, A Place to Love, A Place to Grow, A Place to Belong, A Place to Shine, New Wishes, This could be love und This could be home wurden zu Spiegel-Bestsellern.

## Veröffentlichungen (Auswahl)

### Unter dem Namen Julia Hanel
- Zwei fürs Leben, Ullstein Verlag, Berlin 2015, ISBN 978-87-28-25112-6.
- Liebe, Zimt und Zucker, Ullstein Verlag, Berlin 2016, ISBN 978-3-548-28788-1.
- Dein Bild für immer, Ullstein Verlag, Berlin 2018, ISBN 978-3-548-29118-5.
- Herzklopfen nicht ausgeschlossen, Ullstein Verlag Berlin 2019, ISBN 978-3-548-06003-3.

### Unter dem Pseudonym Lilly Lucas
- New Beginnings
- New Promises, Knaur Verlag, München 2019, ISBN 978-3-426-52455-8.
- New Dreams
- New Horizons
- New Chances
- Find me in Green Valley
- A place to love
- A place to grow
- A place to belong
- A place to shine
- New Wishes
- This could be love
- This could be home
- This could be love. Knaur Verlag, München 2024, ISBN 978-3-426-53089-4.